# Epiplatys bifasciatus
 Epiplatys bifasciatus és una espècie de peix de la família dels aploquèilids i de l'ordre dels ciprinodontiformes.

## Morfologia
Els mascles poden assolir els 6 cm de longitud total.

## Distribució geogràfica
Es troba a Àfrica: Senegal, Gàmbia, Guinea, Mali, Burkina Faso, Ghana, Togo, Benín, Nigèria, Camerun, el Txad, República Centreafricana, el Sudan i Costa d'Ivori.